# ザッツ・オール・ライト
「ザッツ・オール・ライト」 (That's All Right) は、ブルース歌手アーサー・クルーダップが書き、最初に演奏した楽曲。エルヴィス・プレスリーが最初に吹き込み、サン・レコードでからリリースされたシングルとして広く知られている。プレスリーのバージョンは、1954年7月5日に録音され、同じく7月19日に「ブルー・ムーン・オブ・ケンタッキー」をB面にしてリリースされた。2010年の「ローリング・ストーンの選ぶオールタイム・グレイテスト・ソング500」において、113位となった。「ローリング・ストーン誌が選ぶオールタイム・グレイテスト・ギター・ソングス100」では、37位にランクインした。

## アーサー・クルーダップによる録音
この曲は、アーサー・"ビッグ・ボーイ"・クルーダップが書き、自ら1946年9月6日にシカゴで「ザッツ・オール・ライト (That's All Right)」として最初に録音した。歌詞の一部は、ブラインド・レモン・ジェファーソンが1926年に録音を残した伝統的なブルースの歌詞を流用している。クルーダップの録音は、RCAビクターから RCA Victor 20-2205 としてリリースされたが、それまでの作品に比べ、売れ行きは芳しくなかった。最初の吹き込みを行なった録音セッションにおいて、クルーダップは、ほとんど同じ曲を、歌詞を少し変えて歌っていたが、そちらも「I Don't Know It」と題し、RCA Victor 20-2307 としてシングル・リリースされた。1949年3月はじめ、この曲は「ザッツ・オール・ライト・ママ(That's All Right, Mama)」という曲名でリリースされた (RCA Victor 50-0000) が、これは当時の新しい規格であった45回転シングルでリリースされた最初のリズム・アンド・ブルースのレコードで、明るいオレンジ色のヴァイナル盤であった。

## エルヴィス・プレスリーによる録音

### 制作
1953年の夏（7月18日ではないかとされている）プレスリーは最初のアセテート盤を録音するためにサン・レコードを訪れた。順番待ちをしている際に受付のマリオン・キースカーに「あなたはどんな歌が歌えるの？」と聞かれ「僕はなんでも歌えます」と答え、さらに「誰に似ているの？」と聞かれ「僕は誰にも似ていません」と答えたという。母親へのプレゼントのために録音したいとプレスリーは語り、3ドル98セントプラス税金を支払い録音を行った。
録音を聞いたプレスリーは「ひどい、誰かがバケツのふたを叩いているみたいに聞こえる」と言ったという。「マイ・ハピネス」と「心のうずくとき」を歌い、録音を終えるとマリオン・キースカーはプレスリーの住所と、プレスリー一家の階下に住むラビの電話番号（プレスリーの家には電話がなかった）と「バラードが上手い青年」というメモを残す。後にプレスリーは「自分の声がどんな風に聞こえるか知りたかったんだ」と回想している。この最初のアセテート盤は長い間所在が不明だったが、1988年8月元クラスメイトだったエドワード・リードが所有していることを名乗り出る。プレスリーの家にはレコードプレーヤがなかったため彼の家で聴いたものがそのままになっていた。
プレスリーは1954年1月に2枚目のアセテート盤を作るために再びサン・レコードを訪れ、「アイル・ネヴァー・スタンド・イン・ユア・ウェイ」と「イット・ウドゥント・ビー・ザ・セイム・ウィザウト・ユー」を録音している。
この時にサン・レコードのオーナーであるサム・フィリップスに出会っている。この2枚目のアセテート盤も1993年に発見された。この2枚のアセテート盤に録音された曲は「サンライズ」や「エルヴィス・プレスリー・コンプリート・シングル・コレクション」などで聞くことが出来る。
1954年6月、ナッシュヴィルの音楽出版社ピア・ミュージックから「ウィザウト・ユー」という曲のデモレコードを受け取ったサム・フィリップスはデモを歌った歌手を突き止められず（無名の黒人少年だったという)マリオン・キースカーはプレスリーなら歌えるのではないかと進言してプレスリーに連絡を取ることになり、26日にプレスリーをスタジオに呼んだ。この時プレスリーは電話を終えるとすぐに走ってきたという。スタジオで「ウィザウト・ユー」とその他何曲か歌ったものの上手くいかず録音は断念される。しかしサム・フィリップスはプレスリーがいいものを持っているという印象を受け、スコティ・ムーアに電話して有望な歌手がいると言い名前と電話番号を教える。
7月3日土曜日にスコティ・ムーアはプレスリーへ電話をかけサン・レコードのタレント・スカウトだがオーディションを受けないかと言い、4日にプレスリーはスコティ・ムーアの家を訪ねオーディションを受けた。この時ビル・ブラックも様子を見に来ている。そして7月5日にサン・レコードでプレスリー、スコティ、ビルの3人によるセッションが行われることになった。「ハーバー・ライト」や「アイ・ラヴ・ユー・ビコーズ」を歌った後コーラを飲みながら休憩を取ることになった。その休憩中にプレスリーはふざけてギターを叩きながらこのザッツ・オールライトを歌いだし、スコティとビルもそれに合わせて即興で演奏していたところ（スコティとビルは演奏していなかったとの説もある）、サム・フィリップスが入ってきて「今のは何だ？」と聞くと彼らは「わからない」と答えた。「今のをもう一度やってくれ」とサムに指示されこの曲が録音され、シングルリリースが決まった。
6日にB面の曲を録音するために再び集まりここでもプレスリー達はふざけまわった末、ビル・ブラックがファルセットでブルー・ムーン・オブ・ケンタッキーを歌いだしそのままB面の曲に決まった。サンでの最初のセッションが終わると、サム・フィリップスはすぐにアセテート盤のデモ・レコードを作りWHBQのDJのデューイ・フィリップスと、WMPSのアンクル・リチャード、WHHMのスリーピー・アイド・ジョン・レプリーに届けた。

### リリース
7月10日の午後9時30分ごろデューイ・フィリップスは「レッド・ホット・アンド・ブルー」という番組でプレスリーの「ザッツ・オール・ライト」をかけたところ大反響を呼び、リクエストの電報が14通、電話が47本寄せられ番組が終わるまでに7回（14回という説もある）かけ、急遽プレスリーにインタビューを行うことになり映画館にいたところを友人親族に発見され（自分の歌がラジオから流れるのが恥ずかしかったという）黒人ではないことをリスナーに知らせるためヒュームズハイスクールの出身であることを明かした。
「ザッツ・オール・ライト」は、7月19日にリリースされ、約2万枚を売り上げた。国際的なチャートにランクインすることはなかったが、メンフィスのチャートで3位まで上昇した。プレスリーはアーサー・クルーダップについて、1976年に「これがあなたの目標だったんですか？これほどまでになれると思っていましたか？」と質問された際に「目標があったとしたらアーサー・クルーダップのような存在になることだった。1949年、彼を観た時にあんなふうに演りたいと思ったんだ」と答えている。

### 2004年再発盤
2004年7月にイギリスでマキシシングルとして再発売され、全英シングルチャートで最高位3位を獲得した。イギリス以外の国でもヒットを記録し、オーストラリアで31位、アイルランドで33位、スウェーデンで47位を獲得した。

#### チャート成績
| チャート (2004年)                           | 最高位 |
| ------------------------------------------- | ------ |
| オーストラリア (ARIA)                       | 31     |
| Hot Canadian Digital Song Sales (Billboard) | 5      |
| ヨーロッパ (Eurochart Hot 100)              | 11     |
| アイルランド (IRMA)                         | 33     |
| スコットランド (Official Charts Company)    | 5      |
| スウェーデン (Sverigetopplistan)            | 47     |
| UK シングルス (OCC)                         | 3      |

| チャート (2004年)                   | 最高位 |
| ----------------------------------- | ------ |
| UK Single (Official Charts Company) | 194    |

#### 認定
| 国/地域                    | 認定 | 認定/売上数 |
| -------------------------- | ---- | ----------- |
| アメリカ合衆国 (RIAA)      | Gold | 500,000^    |
| ^ 認定のみに基づく出荷枚数 |      |             |

## その他のアーティストによる演奏
ビートルズは、1963年7月2日にメイダ・ヴェール・スタジオで「ザッツ・オール・ライト」の録音を行なった。この日の演奏は、1963年7月16日にBBCライトプログラムの番組『Pop Go the Beatles』内で放送され、1994年に発売された『ザ・ビートルズ・ライヴ!! アット・ザ・BBC』に収録された。